# Décès en février 2011
Décès
- 2007
- 2008
- 2009
- 2010
- 2011
- 2012
- 2013
- 2014
- 2015

Pour une information complémentaire, voir la page d'aide.

## Février 2011
| Date        | Nom                                | Activités | Âge | Source |
| ----------- | ---------------------------------- | --- | --- | ------ |
| 1er février | André Laronde                      | Archéologue helléniste français.                                                                                       | 80  |        |
| 1er février | Husik Santurian                    | Archevêque arménien.                                                                                                   | 91  | (en)   |
| 2 février   | Darrel Baldock                     | Footballeur et entraîneur australien (tasmanien).                                                                      | 72  | (en)   |
| 2 février   | Jean-Paul Dollé                    | Philosophe et écrivain français.                                                                                       | 71  |        |
| 2 février   | Defne Joy Foster                   | Actrice et présentatrice turque.                                                                                       | 35  | (en)   |
| 2 février   | Jean-Dominique de La Rochefoucauld | Scénariste français et réalisateur de télévision et de cinéma.                                                         | 79  |        |
| 2 février   | René Verdon (en)                   | Chef cuisinier français de la Maison-Blanche pour les administrations Kennedy et Johnson.                              | 86  |        |
| 3 février   | Édouard Glissant                   | Écrivain français martiniquais (poète et penseur de la créolité antillaise).                                           | 82  |        |
| 3 février   | Ron Piché                          | Joueur de baseball canadien (lanceur de relève droitier aux USA; puis instructeur et recruteur des Expos de Montréal). | 75  |        |
| 3 février   | Maria Schneider                    | Actrice française (Le Dernier Tango à Paris).                                                                          | 58  |        |
| 4 février   | Martial Célestin                   | Avocat, diplomate, professeur, ministre et premier Premier ministre d'Haïti.                                           | 97  |        |
| 4 février   | Woodie Fryman                      | Lanceur gaucher, au baseball (dont avec les Expos de Montréal).                                                        | 70  | (en)   |
| 4 février   | Diego Lozano                       | Footballeur international espagnol devenu entraîneur.                                                                  | 86  | (es)   |
| 4 février   | Lena Nyman                         | Actrice suédoise (Je suis curieuse - jaune, Je suis curieuse - bleu, Sonate d'automne).                                | 66  |        |
| 4 février   | Tura Satana                        | Actrice américaine (Irma la Douce, Faster, Pussycat! Kill! Kill!).                                                     | 72  | (en)   |
| 5 février   | Françoise Cachin                   | Muséologue française et conservatrice de musée.                                                                        | 74  |        |
| 5 février   | Brian Jacques                      | Auteur britannique (séries Rougemuraille, Naufragés du Hollandais-Volant).                                             | 71  |        |
| 6 février   | Ahmed Bouanani                     | Réalisateur et scénariste marocain, aussi monteur et romancier.                                                        | 73  |        |
| 6 février   | Andrée Chedid                      | Femme de lettres et poète française d'origine libanaise.                                                               | 90  |        |
| 6 février   | Ratu Josefa Iloilo Uluivuda        | Président de la République des îles Fidji.                                                                             | 90  | (en)   |
| 6 février   | Gary Moore                         | Guitariste et chanteur britannique (d'Irlande du Nord).                                                                | 58  |        |
| 6 février   | Alain Satié                        | peintre et sculpteur français.                                                                                         | 67  |        |
| 7 février   | Ken Olsen                          | Ingénieur américain, cofondateur de la Digital Equipment Corporation.                                                  | 84  | (en)   |
| 7 février   | Cesare Rubini                      | Joueur italien de basket-ball et de Water-polo, puis entraîneur.                                                       | 87  | (en)   |
| 8 février   | Edmond Le Maître                   | Joueur et entraîneur de football français.                                                                             | 87  |        |
| 8 février   | Tony Malinosky                     | Joueur américain de baseball.                                                                                          | 101 | (en)   |
| 8 février   | Marie-Rose Morel                   | Femme politique belge.                                                                                                 | 38  |        |
| 9 février   | Félix Molinari                     | Dessinateur et scénariste français de bandes dessinées.                                                                | 80  |        |
| 9 février   | Andrzej Przybielski                | Trompettiste de jazz polonais.                                                                                         | 66  | (en)   |
| 9 février   | David Sánchez Juliao               | Journaliste, conteur et diplomate colombien.                                                                           | 65  | (es)   |
| 10 février  | Michel Fagadau                     | Metteur en scène français et adaptateur de théâtre.                                                                    | 80  |        |
| 10 février  | Bill Justice                       | Animateur et « imaginieurs » de The Walt Disney Company.                                                               | 97  | (en)   |
| 11 février  | Bo Carpelan                        | Poète et écrivain finlandais d'expression suédoise.                                                                    | 84  | (en)   |
| 11 février  | Catherine Clark Kroeger            | théologienne américaine.                                                                                               | 85  | (en)   |
| 11 février  | Paul Frappier                      | Rappeur canadien de hip-hop et instrumentiste (harmonica).                                                             | 33  |        |
| 11 février  | Roger Gosselin                     | Reporter québécois et animateur de radio et de télévision (et frère de Claude Mouton).                                 | 75  |        |
| 12 février  | Peter Alexander                    | Chanteur autrichien de schlager, acteur, producteur et animateur de télévision.                                        | 84  |        |
| 12 février  | Fedor den Hertog                   | Coureur cycliste néerlandais.                                                                                          | 64  |        |
| 12 février  | Betty Garrett                      | Actrice américaine. | 91  | (en)   |
| 12 février  | Kenneth Mars                       | Acteur américain. | 74  |        |
| 12 février  | Abdoul Aziz Ndaw                   | Homme politique sénégalais (président de l’Assemblée nationale).                                                       | 88  |        |
| 13 février  | Arnfinn Bergmann                   | Sauteur à ski norvégien (bronze en 1950, or aux J. O. de 1952).                                                        | 82  | (no)   |
| 13 février  | Jean Boulet                        | Pilote d'essai français d'avions et d'hélicoptères.                                                                    | 90  |        |
| 13 février  | Manuel Esperón                     | Compositeur mexicain de musiques de film.                                                                              | 99  | (es)   |
| 13 février  | Inese Jaunzeme                     | Athlète lettonne (or aux J. O. de 1956, lancer du javelot).                                                            | 78  | (en)   |
| 13 février  | T.P. McKenna                       | Acteur irlandais. | 81  | (en)   |
| 14 février  | David F. Friedman                  | Acteur américain, scénariste, réalisateur et producteur de cinéma.                                                     | 87  |        |
| 14 février  | Jean-Marc Léger                    | Écrivain et journaliste québécois, fondateur de l'AUPELF et cofondateur de l'ACCT.                                     | 84  |        |
| 14 février  | George Shearing                    | Pianiste, accordéoniste compositeur et chef d'orchestre anglais de jazz.                                               | 91  |        |
| 15 février  | François Nourissier                | Écrivain français (conseiller aux éditions Grasset et membre de l'Académie Goncourt).                                  | 83  |        |
| 16 février  | Jordi Barre                        | Auteur-compositeur-interprète français d'expression catalane.                                                          | 90  |        |
| 16 février  | Gilbert Gantier                    | Député français du XVIe arrondissement (15e circonscription) de Paris.                                                 | 86  |        |
| 16 février  | Len Lesser                         | Acteur américain (Oncle Léo, de la série Seinfeld).                                                                    | 88  |        |
| 16 février  | Santi Santamaria                   | Chef cuisinier catalan (3 étoiles Michelin), auteur d'un livre polémique.                                              | 53  |        |
| 17 février  | Ricky Bell                         | Joueur de football américain.                                                                                          | 36  |        |
| 18 février  | Sylvain Bied                       | Footballeur français.                                                                                                  | 45  |        |
| 18 février  | Catherine Jourdan                  | Actrice française. | 62  |        |
| 19 février  | Bernhard Luginbühl                 | Sculpteur suisse, connu pour ses sculptures mécaniques en métal et ses performances.                                   | 82  |        |
| 19 février  | Ernő Solymosi                      | Footballeur international hongrois.                                                                                    | 71  | (hu)   |
| 19 février  | Dietrich Stobbe                    | Homme politique allemand (bourgmestre-gouverneur de Berlin et président du Bundesrat).                                 | 72  | (de)   |
| 20 février  | Christopher Baker                  | réalisateur et assistant de production de télévision britannique                                                       | 73  | [ 1 ]  |
| 21 février  | Jean Baeza                         | Footballeur international français (AS Monaco, AS Cannes, Olympique lyonnais).                                         | 68  |        |
| 21 février  | Dwayne McDuffie                    | Scénariste américain de comics et de dessin animé.                                                                     | 49  | (en)   |
| 21 février  | Gilbert Mottard                    | Homme politique socialiste belge et militant wallon.                                                                   | 84  |        |
| 21 février  | Bernard Nathanson                  | Médecin américain devenu militant anti-avortement.                                                                     | 84  | (en)   |
| 21 février  | Jerzy Nowosielski                  | Peintre, graphiste, scénographe et illustrateur polonais .                                                             | 88  |        |
| 22 février  | Nicholas Courtney                  | Acteur anglais. | 81  | (en)   |
| 23 février  | Jean Lartéguy                      | Soldat français, correspondant de guerre, écrivain.                                                                    | 91  |        |
| 23 février  | Nirmala Srivastava                 | Adepte indienne de la non-violence, conceptrice du Sahaja Yoga et guru.                                                | 87  | (en)   |
| 24 février  | Sergei Nikitich Kovalev (en)       | Concepteur russe des sous-marins nucléaires soviétiques.                                                               | 91  |        |
| 25 février  | Claude Naslot                      | Comédien français pratiquant du doublage pour des jeux vidéos, et voix-off de pages de publicités.                     | 58  |        |
| 26 février  | Maurice Guigue                     | Arbitre de football français.                                                                                          | 98  |        |
| 26 février  | Roch Thériault                     | Chef de secte et criminel canadien.                                                                                    | 63  |        |
| 27 février  | Frank Buckles                      | Dernier vétéran américain de la Première Guerre mondiale.                                                              | 110 |        |
| 27 février  | Necmettin Erbakan                  | Homme politique turc, fondateur de partis politiques islamiques.                                                       | 84  |        |
| 27 février  | Moacyr Scliar                      | Écrivain brésilien. | 73  | (pt)   |
| 27 février  | Duke Snider                        | Joueur de baseball américain, dit The Duke of Flatbush.                                                                | 84  |        |
| 27 février  | Pepín Martín Vázquez               | matador espagnol. | 84  |        |
| 27 février  | Gary Winick                        | Producteur et réalisateur américain.                                                                                   | 49  | (en)   |
| 27 février  | Wolf Wolfensberger                 | Chercheur en psychologie.                                                                                              | 77  | (en)   |
| 28 février  | Annie Girardot                     | Actrice française. | 79  |        |
| 28 février  | Jane Russell                       | Actrice américaine. | 89  |        |